# Hydriomena czekelii
Hydriomena czekelii là một loài bướm đêm trong họ Geometridae.